# Conny Jacobsson
Conny Jacobsson, född i maj 1951 i Borås, död 31 mars 2023 i Guinea-Bissau, (folkbokförd i Simrishamn) var en svensk bibliotekarie och entreprenör, känd bland annat som en av initiativtagarna till Bokmässan i Göteborg.

## Biografi
Jacobsson växte upp i Borås. Han var tidigt politiskt engagerad och var bland annat med om de första demonstrationerna mot USA:s krig i Vietnam i mitten av 1960-talet.
Han utbildade sig till bibliotekarie vid Bibliotekshögskolan och började sedan som bibliotekschef i Hagfors. När han insåg att många invånare inte kände till var biblioteket låg lät han fästa en stor heliumballong på taket så att alla skulle se. Initiativet fick stor uppmärksamhet, inte minst när ballongen slet sig i en storm och seglade i väg över Värmlandsskogarna. Något år senare flög han runt över Hagfors i ett mindre flygplan och kastade ner små fallskärmar med pocketböcker till medborgarna. Tilltagen blev uppmärksammade och bidrog till att biblioteket i Hagfors fick Sveriges högsta utlåningsstatistik.
När fler kom till biblioteket blev det vanligare att efterfrågade böcker inte fanns tillgängliga, antingen för att bibliotekarierna inte köpt in dem eller för att Bibliotekstjänst hade långa leveranstider. Jacobsson blev en skarp kritiker av Bibliotekstjänst och föreslog förbättringar i deras leveranssystem, och startade bland annat företaget KRELIB som gav ut en egen sambindningslista i konkurrens med Bibliotekstjänst. Företaget gjorde ett eget bokurval med recensioner av litteraturvetare, författare och folkbildare, och med ett förenklat inbindningsförfarande kunde leveranstid till bibliotek kortas ned. Han startade även ett företag som sålde datorsystem till biblioteken och utmanade den roll som Bibliotekstjänst hade som bokleverantör till samma bibliotek.
Tillsammans med Bertil Falck grundade Jacobsson Bokmässan i Göteborg. Den första mässan hölls 1985, där man bland annat lyckades locka nobelpristagaren Isaac Bashevis Singer till en nyöppnad mässa som inte ens var öppen för allmänheten, utan en branschträff för bibliotekarier.
Utöver Krelib startade han Kultur- och mediakoncernen, Biblioteksdataföretaget BIP och Kulturfinans, företag som kraschade i början av 1990-talet och bidrog till att han år 1993 dömdes för grovt skattebedrägeri och år 1997 för grovt bedrägeri, oredlighet mot borgenärer med mera. I en av domarna skriver tingsrätten att han inte tycks ha haft ett systematiskt uppsåt att lura någon, utan fallit offer för sin stora tilltro till sig själv och sina idéers bärkraft.
År 2000 dömdes han till fängelse i ett år och åtta månader för grov varusmuggling för att ha fört in cigaretter från Grekland till Sverige, där han själv ansåg att affärsverksamheten skedde i linje med nya EU-regler. I samband med sin 50-årsdag i maj 2001 fick han en kortare permission, från vilken han avvek. Han kom alltsedan dess att verka som affärsman bland annat i Mauretanien, Västsahara och på senare tid i Guinea-Bissau.
Han avled 2023 efter en tids sjukdom i sitt hem i Guinea-Bissau i en ålder av 71 år.